# Kościół Wniebowzięcia Najświętszej Maryi Panny w Kazimierzu
Kościół Wniebowzięcia Najświętszej Maryi Panny – rzymskokatolicki kościół parafialny w Kazimierzu (województwo opolskie), należący do parafii pod tym samym wezwaniem (dekanat Głogówek diecezji opolskiej).

## Historia i architektura
Świątynia wzmiankowana była w 1223 roku (od 1226 do 1810 roku pozostawała pod patronatem cystersów z Lubiąża). Obecna została wzniesiona w XVI wieku, następnie została przebudowana w 1755 roku w stylu barokowym. Charakteryzuje się wysoką wieżą, nakrytą baniastym dachem hełmowym z latarnią. Kościół nakrywa dach ze szczytem o wolutowych spływach, nakryty kamiennym łukiem.
Od 2020 administratorem parafii jest ks. Joachim Ludwik Pohl.

## Galeria

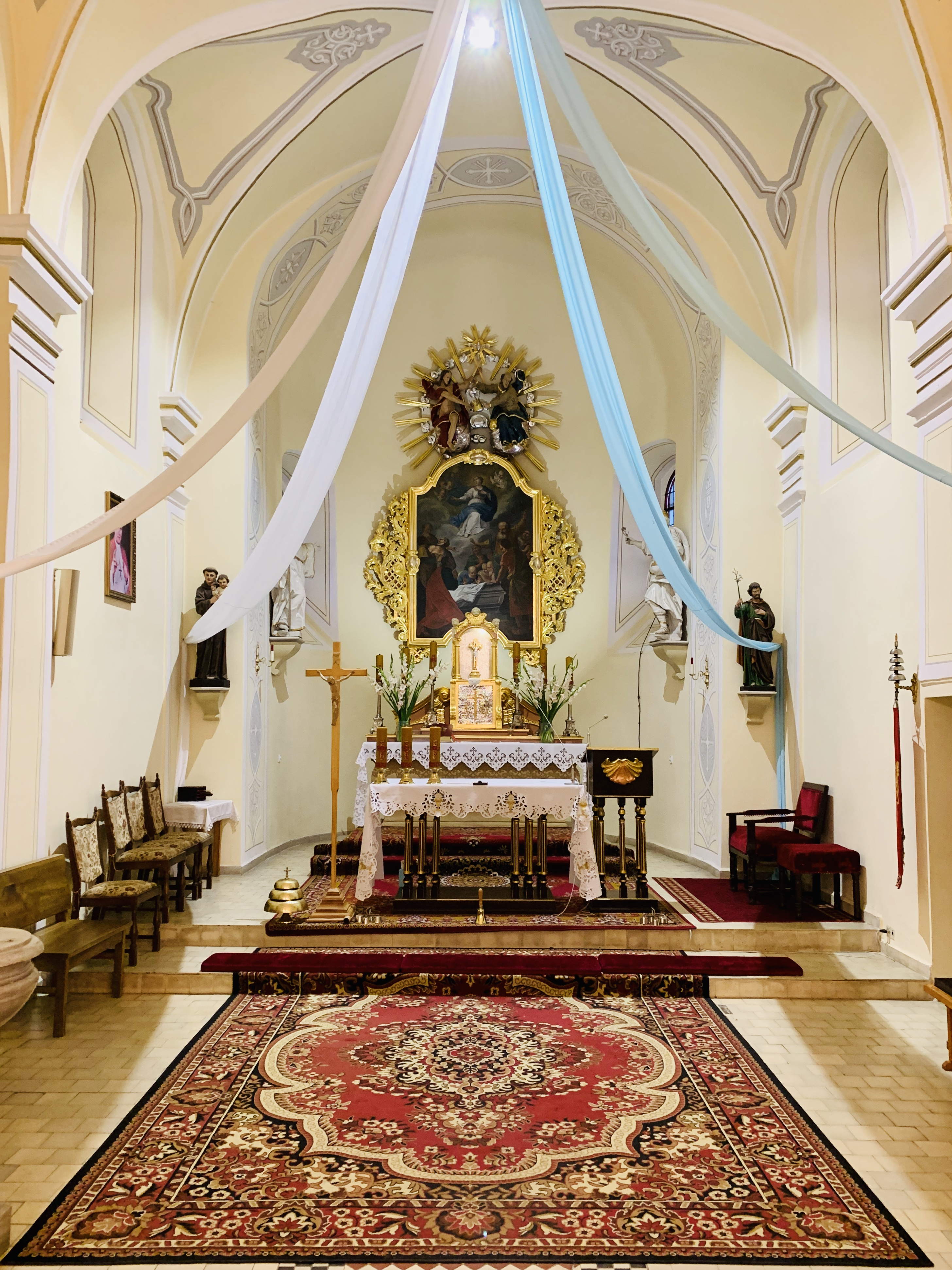
Prezbiterium kościoła.
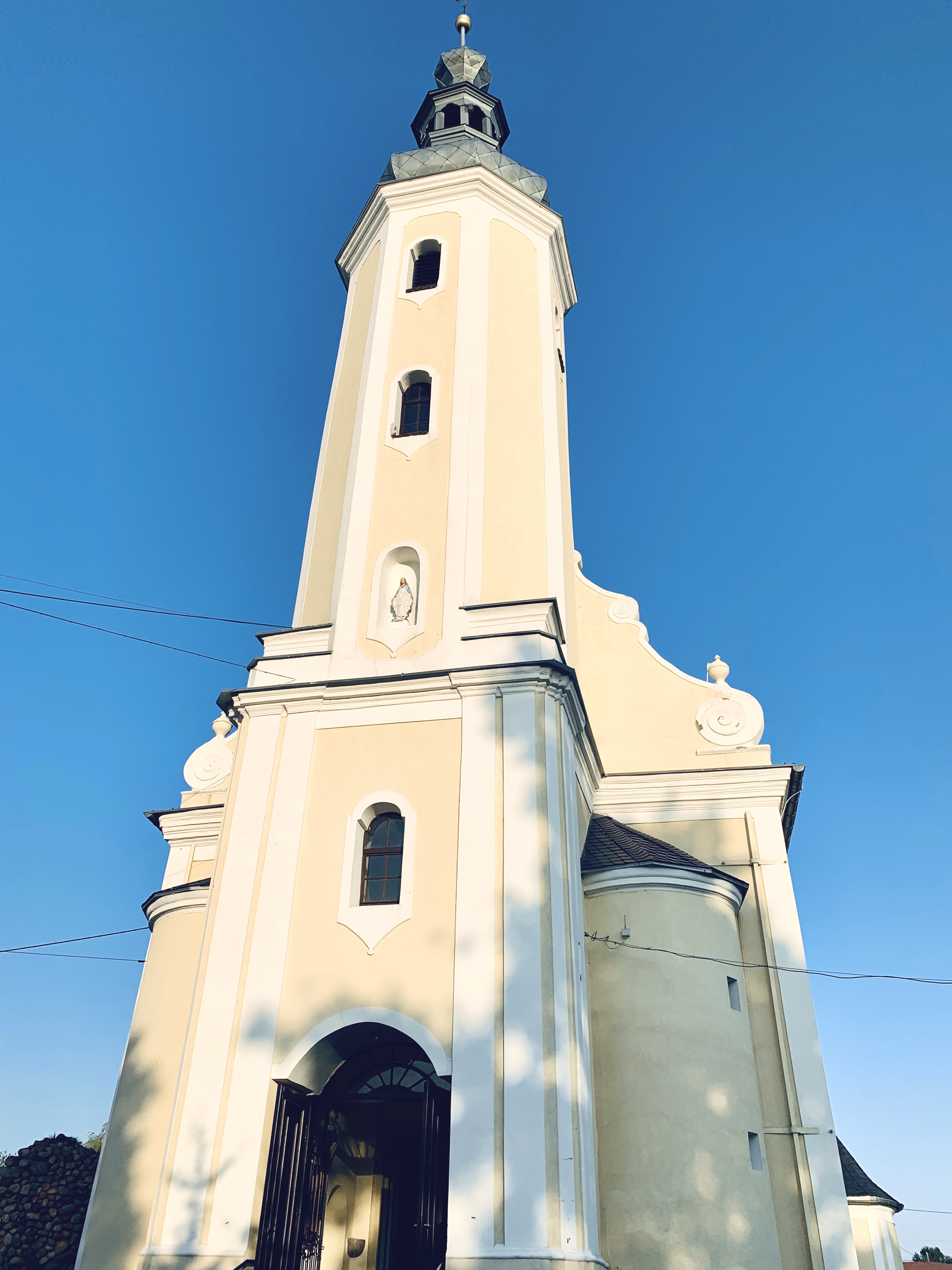
Kościół od strony frontowej.